# Rak kože
Rakovi kože su kanceri koji nastaju u koži. Oni se javljaju usled razvoja abnormalnih ćelija koje imaju sposobnost invazije ili širenja na druge delove tela. Postoje tri glavna tipa raka kože: bazalioma (BCC), kancer kože epitelnih ćelija (SCC) i melanoma. Prva dva, zajedno sa nizom uobičajenih vrsta raka kože, poznata su kao bezmelanomni rak kože (engl. nonmelanoma skin cancer - NMSC). Rak bazalnih ćelija sporo raste i može da ošteti tkivo oko sebe, ali je malo verovatno da će se raširiti do udaljenih oblasti ili rezultirati smrću. Često se pojavljuje kao bezbolna uzvišena površina kože, koja može biti sjajna sa malim krvnim žilama koje prelaze preko nje ili se mogu pojaviti kao povišena površina čira. Rak kože skvamoznih ćelija ima veću verovatnoću da se širi. Obično se pojavljuje kao tvrda grudvica sa ljuskavim vrhom, ali takođe može da formira i čir. Melanomi su najagresivniji. Znaci obuhvataju mladež koji se promenio po veličini, obliku, boji, koji ima nepravilne rubove, više od jedne boje, svrbi ili krvari.
Više od 90% slučajeva je uzrokovano izlaganjem ultraljubičastoj radijaciji od Sunca. Ovo izlaganje povećava rizik od sva tri glavna tipa raka kože. Izloženost se povećala delimično zbog stanjenog ozonskog omotača. Solarijumi postaju još jedan uobičajeni izvor ultraljubičastog zračenja. Za melanome i karcinome bazalnih ćelija izloženost u detinjstvu je posebno štetna. Za rak skvimoznih ćelija kože ukupna izloženost, bez obzira kada je do nje došlo, je važnija. Između 20% i 30% melanoma se razvija od mladeža. Ljudi sa svetlom kožom su izloženi većem riziku kao i oni sa lošim imunskim funkcijama uzrokovanim lekovima ili HIV/AIDS. Dijagnoza se uspostavlja biopsijom.
Smanjenje izlaganja ultraljubičastom zračenju i upotreba kreme za sunčanje su efikasne metode za sprečavanje melanoma i raka skvamoznih ćelija kože. Nije jasno da li krema za sunčanje utiče na rizik od raka bazalnih ćelija. Nemelanomski rak kože je obično izlečiv. Tretman se obično obavlja hirurškim odstranjivanjem, mada ponekad može da obuhvata radioterapiju ili topikalne lekove kao što je fluorouracil. Tretman melanoma može da uključuje kombinaciju operacije, hemoterapije, radioterapije i ciljane terapije. Kod onih osoba čija se bolest proširila na druge delove tela, palijativno zbrinjavanje se može koristiti za poboljšanje kvaliteta života. Melanom ima jednu od viših stopa preživljavanja među kancerima, tako da preko 86% ljudi u Velikoj Britaniji i više od 90% u Sjedinjenim Državama preživljava više od 5 godina.
Rak kože je najčešći oblik raka, koji u svetu obuhvata najmanje 40% slučajeva. Najčešći tip je nemelanomski kancer kože, koji se javlja kod najmanje 2-3 miliona ljudi godišnje. Međutim, ovo je gruba procena, pošto se ne postoje precizne statistike. Od karcinoma kože bez melanoma, oko 80% su karcinomi bazalnih ćelija i 20% karcinomi skvamoznih ćelija kože. Karcinomi bazalnih ćelija i skvamoznih ćelija retko dovode do smrti. U Sjedinjenim Državama oni su bili uzrok manje od 0,1% svih smrtnih slučajeva od raka. Globalno, u 2012. godini melanom se pojavio kod 232.000 ljudi i rezultirao je sa 55.000 smrtnih slučajeva. Belci u Australiji, Novom Zelandu i Južnoj Africi imaju najviše stope melanoma na svetu. Tri glavne vrste raka kože postale su češće u poslednjih 20 do 40 godina, posebno u onim područjima koja su uglavnom naseljena belcima.

## Klasifikacija
Postoje tri glavna tipa raka kože: bazalioma (karcinom bazalnih ćelija) (BCC), kancer kože epitelnih ćelija (karcinom epitelnih ćelija) (SCC) i maligni melanom.
| Kancer                       | Opis | Ilustracija |
| ---------------------------- | --- | ----------- |
| Bazalioma                    | Imaju biserno prozirnu do mesnate boje. Uočljivi su sitni krvni sudovi na površini, a ponekad se mogu zapaziti i ulceracije. Ključno svojstvo je translucencija. |             |
| Kancer kože epitelnih ćelija | Obično se pojavljuje kao crvene, okrastale, ili ljuskaste mrlje ili ispupčenja. Često je vrlo brzo rastući tumor.                                                |             |
| Maligni melanom              | Obično poprimaju izgled asimetrične površina, sa nepravilnom granicom, varijacijom boja, a uglavnom imaju prečnik veći od od 6 mm.                                 |             |

Karcinomi bazalnih ćelija su prisutni na površinama kože koja je izložena suncu, posebno na licu. Oni retko metastaziraju i retko izazivaju smrt. Oni se lako tretiraju operacijom ili zračenjem. Rak kože skvamoznih ćelija je čest, ali mnogo ređi od karcinoma bazalnih ćelija. Ovaj tip raka metastazira češće nego BCC. Čak i tada, stopa metastaza je prilično niska, sa izuzetkom SCC usne, uva i kod ljudi koji su imunosupresovani. Melanom je najmanje čest od 3 uobičajena raka kože. Melanomi često metastaziraju i potencijalno mogu prouzrokovati smrt kada se prošire.
BCC i SCC često nose mutaciju UV-potpisa koja ukazuje da su ovi karcinomi uzrokovani UVB zračenjem putem direktnog oštećenja DNK. Međutim, maligni melanom je pretežno uzrokovan UVA zračenjem putem indirektnog oštećenja DNK. Indirektno oštećenje DNK izazivaju slobodni radikali i reaktivne vrste kiseonika. Istraživanja pokazuju da apsorpcija tri sastojka za zaštitu od sunca u kožu, u kombinaciji sa 60-minutnim izlaganjem UV zračenju, dovodi do povećanja slobodnih radikala u koži, ako se primenjuju u premaloj količini i suviše retko. Međutim, istraživači dodaju da novije kreme često ne sadrže ova specifična jedinjenja i da kombinacija drugih sastojaka ima tendenciju da zadrži jedinjenja na površini kože. Oni dodaju i da česta ponovna primena smanjuje rizik od formiranja radikala.

## Spoljašnje veze
- Rak kože na veb-sajtu  (језик: енглески)

|  | Molimo Vas, obratite pažnju na važno upozorenje u vezi sa temama iz oblasti medicine (zdravlja). |